# Estany d'Eixerola
L'Estany Eixerola és un llac d'origen glacial que es troba a 2.349 m d'altitud, a la capçalera de la vall Fosca, al Pallars Jussà, al nord-est del poble de Cabdella, en el terme municipal de la Torre de Cabdella. Actualment, i per mor de la presa de l'estany contigu de Cubieso, està fusionat amb aquest altre estany.

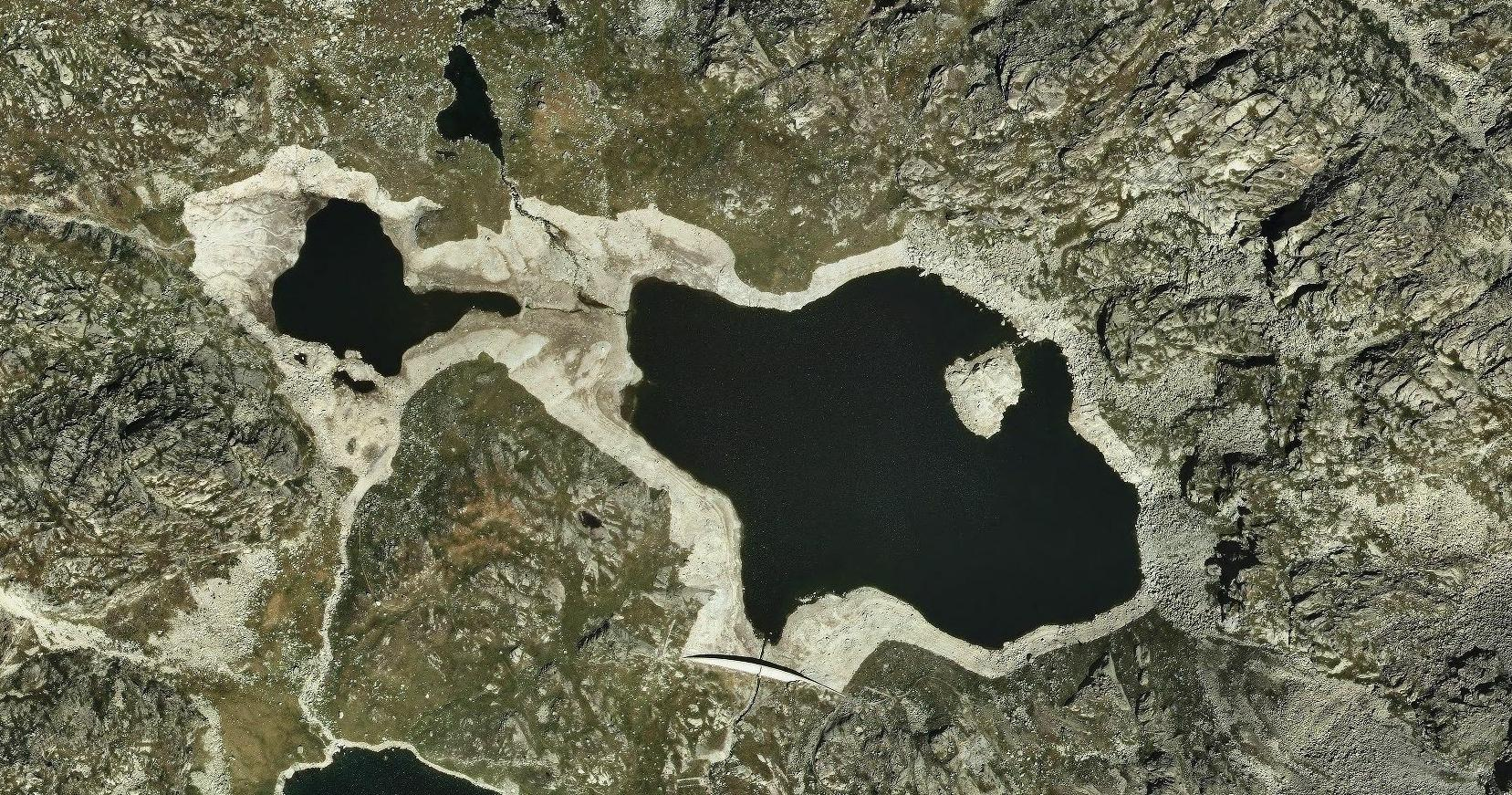
Els estanys Eixerola i Cubieso, individualitzats, quan la massa d'aigua embassada és baixa (Imatge amb anotacions)

La seva conca està formada per tota una sèrie de muntanyes i serralades que són contraforts de la serralada que separa el Pallars Jussà de l'Alta Ribagorça, entre les quals cal destacar la Pala de Dellui a l'oest i les Pales de Cubieso al nord.
Pertany al grup de vint-i-sis llacs d'origen glacial de la capçalera del Flamisell, interconnectats subterràniament i per superfície entre ells i amb l'Estany Gento com a regulador del sistema. Rep les aigües dels contraforts de la Pala de Dellui i de l'Estany de Castieso. De l'estany d'Eixerola, l'aigua va cap al de Cubieso, ja que estan comunicats, però també cap al de Nariolo.